# 大專排球聯賽名次與獎項列表
此列表列出中華民國大專排球聯賽（UVL）歷年公開組、一般組之名次，及球員個人獎項。

## 公開組第一級
| 學年度 | 男子組   | 男子組   | 男子組   | 女子組   | 女子組     | 女子組   |
| 學年度 | 冠軍     | 亞軍     | 季軍     | 冠軍     | 亞軍       | 季軍     |
| ------ | -------- | -------- | -------- | -------- | ---------- | -------- |
| 91     | 臺灣體院 | 臺灣師大 | 花蓮師院 | 臺灣師大 | 臺北體院   | 臺中師院 |
| 92     | 臺灣體院 | 臺北體院 | 國北師院 | 臺灣師大 | 高雄師大   | 臺中師院 |
| 93     | 臺北體院 | 花蓮師院 | 臺灣師大 | 臺灣師大 | 臺北體院   | 花蓮師院 |
| 94     | 臺北體院 | 花蓮教大 | 臺灣師大 | 臺灣師大 | 臺北體院   | 花蓮教大 |
| 95     | 臺北體院 | 臺灣師大 | 花蓮教大 | 臺北體院 | 臺灣師大   | 花蓮教大 |
| 96     | 臺灣師大 | 臺北體院 | 嘉義大學 | 臺灣師大 | 臺北體院   | 彰化師大 |
| 97     | 臺灣師大 | 臺北體院 | 大仁科大 | 臺灣師大 | 臺北體院   | 高雄師大 |
| 98     | 臺灣師大 | 大仁科大 | 臺灣體院 | 臺灣師大 | 臺北體院   | 高雄師大 |
| 99     | 臺灣師大 | 大仁科大 | 嘉義大學 | 臺灣師大 | 臺北體院   | 正修科大 |
| 100    | 臺灣師大 | 大仁科大 | 中原大學 | 臺灣師大 | 高雄師大   | 正修科大 |
| 101    | 臺灣師大 | 臺灣體大 | 中原大學 | 臺灣師大 | 中山大學   | 臺北體院 |
| 102    | 臺灣師大 | 中原大學 | 國北教大 | 臺灣師大 | 北市大天母 | 屏東教大 |
| 103    | 臺灣師大 | 中原大學 | 彰化師大 | 臺灣師大 | 北市大天母 | 中山大學 |
| 104    | 臺灣師大 | 國北教大 | 中原大學 | 臺灣師大 | 北市大天母 | 中山大學 |
| 105    | 臺灣師大 | 國北教大 | 中原大學 | 臺灣師大 | 正修科大   | 北市大學 |
| 106    | 臺灣師大 | 中原大學 | 國北教大 | 正修科大 | 臺灣師大   | 北市大學 |
| 107    | 臺灣師大 | 彰化師大 | 中原大學 | 臺灣師大 | 北市大學   | 臺北商大 |
| 108    | 臺灣師大 | 中原大學 | 國北教大 | 臺灣師大 | 北市大學   | 臺北商大 |
| 109    | 國北教大 | 彰化師大 | 臺灣師大 | 北市大學 | 臺灣師大   | 高雄師大 |
| 110    | 中原大學 | 國北教大 | 臺灣師大 | 北市大學 | 臺灣師大   | 高雄師大 |
| 111    | 中原大學 | 臺灣師大 | 彰化師大 | 北市大學 | 臺灣師大   | 高雄師大 |
| 112    | 彰化師大 | 國北教大 | 臺灣師大 | 臺灣師大 | 北市大學   | 高雄師大 |
| 113    | 中原大學 | 臺灣師大 | 國北教大 | 北市大學 | 臺灣師大   | 高雄師大 |

## 公開組第二級
| 學年度 | 男子組   | 男子組   | 男子組   | 女子組   | 女子組   | 女子組   |
| 學年度 | 冠軍     | 亞軍     | 季軍     | 冠軍     | 亞軍     | 季軍     |
| ------ | -------- | -------- | -------- | -------- | -------- | -------- |
| 98     | 國北教大 | 嘉南藥大 | 新竹教大 | 正修科大 | 成功大學 | 臺中教大 |
| 99     | 交通大學 | 輔仁大學 | 靜宜大學 | 中山大學 | 臺北商技 | 臺灣體院 |
| 100    | 新竹教大 | 高應科大 | 清華大學 | 成功大學 | 高雄醫大 | 嘉義大學 |
| 101    | 國北教大 | 銘傳大學 | 文化大學 | 臺北商技 | 高應科大 | 銘傳大學 |
| 102    | 東華大學 | 高應科大 | 輔仁大學 | 正修科大 | 交通大學 | 臺南大學 |
| 103    | 遠東科大 | 交通大學 | 臺灣大學 | 高雄師大 | 靜宜大學 | 清華大學 |
| 104    | 樹德科大 | 銘傳大學 | 明志科大 | 世新大學 | 臺南大學 | 虎尾科大 |
| 105    | 高雄師大 | 臺灣大學 | 嘉義大學 | 政治大學 | 東華大學 | 中原大學 |
| 106    | 中興大學 | 明志科大 | 清華大學 | 臺灣體大 | 交通大學 | 清華大學 |
| 107    | 嘉義大學 | 文化大學 | 交通大學 | 中原大學 | 東華大學 | 中正大學 |
| 108    | 中華醫大 | 靜宜大學 | 臺北大學 | 臺南大學 | 屏東大學 | 國立體大 |
| 109    | 交通大學 | 文化大學 | 嘉南藥大 | 臺北護大 | 東華大學 | 臺北大學 |
| 110    | 中興大學 | 臺灣大學 | 大仁科大 | 國立體大 | 屏東大學 | NYCU交大 |
| 111    | 臺北大學 | 嘉義大學 | 中華醫大 | 清華大學 | 臺北大學 | 虎尾科大 |
| 112    | 大仁科大 | 樹德科大 | 文化大學 | 中信學院 | 臺南大學 | 臺北護大 |
| 113    | 嘉義大學 | 中山大學 | 實踐大學 | 虎尾科大 | 成功大學 | 高雄科大 |

## 一般組
| 學年度 | 男子組   | 男子組   | 男子組   | 女子組   | 女子組   | 女子組   |
| 學年度 | 冠軍     | 亞軍     | 季軍     | 冠軍     | 亞軍     | 季軍     |
| ------ | -------- | -------- | -------- | -------- | -------- | -------- |
| 98     | 臺北科大 | 政治大學 | 臺北醫大 | 輔仁大學 | 陽明大學 | 東海大學 |
| 99     | 中央大學 | 臺灣師大 | 長庚大學 | 臺北醫大 | 中央大學 | 輔仁大學 |
| 100    | 中央大學 | 海洋大學 | 臺灣師大 | 輔仁大學 | 中央大學 | 臺中科大 |
| 101    | 臺灣科大 | 警察大學 | 宜蘭大學 | 中央大學 | 輔仁大學 | 臺灣大學 |
| 102    | 清華大學 | 輔仁大學 | 雲林科大 | 輔仁大學 | 中央大學 | 臺灣科大 |
| 103    | 逢甲大學 | 臺灣科大 | 輔仁大學 | 交通大學 | 臺灣大學 | 輔仁大學 |
| 104    | 逢甲大學 | 臺中科大 | 東吳大學 | 中央大學 | 東吳大學 | 輔仁大學 |
| 105    | 逢甲大學 | 中原大學 | 輔仁大學 | 中央大學 | 東吳大學 | 輔仁大學 |
| 106    | 臺南大學 | 彰化師大 | 高海科大 | 中央大學 | 宜蘭大學 | 臺灣大學 |
| 107    | 臺灣科大 | 彰化師大 | 清華大學 | 臺灣大學 | 雲林科大 | 臺北商大 |
| 108    | 彰化師大 | 南臺科大 | 臺灣科大 | 臺灣大學 | 臺中科大 | 東吳大學 |
| 109    | 雲林科大 | 宜蘭大學 | 彰化師大 | 臺灣大學 | 屏東科大 | 臺中科大 |
| 110    | 屏東科大 | 中原大學 | 中山醫大 | 臺灣大學 | 輔仁大學 | 高雄科大 |
| 111    | 南臺科大 | 輔仁大學 | 中原大學 | 東吳大學 | 中央大學 | 臺灣大學 |
| 112    | 屏東科大 | 輔仁大學 | 陸軍官校 | 逢甲大學 | 中央大學 | 臺灣大學 |

## 獎項

### MVP
| 學年度 | 男子組   | 男子組   | 女子組 | 女子組   |
| 學年度 | 姓名     | 學校     | 姓名   | 學校     |
| ------ | -------- | -------- | ------ | -------- |
| 105    | 吳宗軒   | 臺灣師大 | 陳姿雅 | 臺灣師大 |
| 106    | 吳宗軒   | 臺灣師大 | 謝苡縥 | 正修科大 |
| 107    | 吳宗軒   | 臺灣師大 | 陳姿雅 | 臺灣師大 |
| 108    | 高偉誠   | 臺灣師大 | 羅儀璟 | 臺灣師大 |
| 109    | 周冠宇   | 國北教大 | 張芷瑄 | 北市大學 |
| 110    | 李尼希米 | 中原大學 | 吳芳妤 | 北市大學 |
| 111    | 曾祥銘   | 中原大學 | 甘可慧 | 北市大學 |
| 112    | 吳國強   | 彰化師大 | 李貝兒 | 臺灣師大 |
| 113    | 劉昱麟   | 中原大學 | 甘可慧 | 北市大學 |

### 最佳舉球員
| 學年度 | 男子組 | 男子組   | 女子組 | 女子組     |
| 學年度 | 姓名   | 學校     | 姓名   | 學校       |
| ------ | ------ | -------- | ------ | ---------- |
| 99     | 王前鑌 | 臺灣師大 | 陳婉菁 | 臺灣師大   |
| 100    | 鄭立昇 | 中原大學 | 陳婉菁 | 臺灣師大   |
| 101    | 黃培閎 | 臺灣師大 | 陳婉菁 | 臺灣師大   |
| 102    | 黃培閎 | 臺灣師大 | 楊怡真 | 臺灣師大   |
| 103    |        |          |        |            |
| 104    | 高得益 | 中原大學 | 吳靜婷 | 北市大天母 |
| 105    | 石修智 | 國北教大 | 張妤嘉 | 正修科大   |
| 106    | 林國鈞 | 臺灣師大 | 陳佳蔓 | 北市大學   |
| 107    | 劉佳昌 | 臺灣師大 | 陳佳蔓 | 北市大學   |
| 108    | 李沛恩 | 中原大學 | 陳佳蔓 | 北市大學   |
| 109    | 黃仁威 | 中原大學 | 欒妤雯 | 高雄師大   |
| 110    | 林謙   | 中原大學 | 林靖儀 | 高雄師大   |
| 111    | 林謙   | 中原大學 | 陳亭汝 | 臺灣師大   |
| 112    | 林謙   | 中原大學 | 陳莉鎔 | 北市大學   |

### 最佳邊線攻擊球員
| 學年度 | 男子組                                  | 女子組                                |
| 學年度 | 入圍者                                  | 入圍者                                |
| ------ | --------------------------------------- | ------------------------------------- |
| 103    |                                         |                                       |
| 104    | 吳奕諴（國北教大） 張閔舜（國北教大）   | 蘇湘娸（中山大學） 韓俜亭（中山大學） |
| 105    | 張閔舜（國北教大） 許美中（臺灣師大）   | 韓俜亭（中山大學） 王欣婷（正修科大） |
| 106    | 曾弘仁（中原大學） 謝雅仁（臺灣師大）   | 陳姿雅（臺灣師大） 蕭湘凌（北市大學） |
| 107    | 焦璿誠（彰化師大） 宋柏霆（國北教大）   | 陳羽歆（臺北商大） 吳芳妤（北市大學） |
| 108    | 焦璿誠（彰化師大） 宋柏霆（國北教大）   | 羅儀璟（臺灣師大） 蔡幼群（成功大學） |
| 109    | 李尼希米（中原大學） 甘明修（臺灣師大） | 劉雙菱（高雄師大） 林靖儀（高雄師大） |
| 110    | 焦璿誠（彰化師大） 雷諾（國北教大）     | 劉雙菱（高雄師大） 吳芳妤（北市大學） |
| 111    | 温逸凱（臺灣師大） 李尼希米（中原大學） | 劉雙菱（高雄師大） 吳芳妤（北市大學） |
| 112    | 温逸凱（臺灣師大） 張祐晨（臺灣師大）   | 林書荷（北市大學） 李貝兒（臺灣師大） |

### 最佳對角攻擊球員
| 學年度 | 男子組 | 男子組   | 女子組 | 女子組   |
| 學年度 | 姓名   | 學校     | 姓名   | 學校     |
| ------ | ------ | -------- | ------ | -------- |
| 104    | 黃鈞璟 | 中原大學 | 楊世華 | 中山大學 |
| 105    | 王進如 | 樹德科大 | 楊子琳 | 中山大學 |
| 106    | 張景翔 | 北市大學 | 邱雅慧 | 臺灣師大 |
| 107    | 洪熙鈞 | 中原大學 | 畢雯媛 | 北市大學 |
| 108    | 李興國 | 臺灣師大 | 張慈容 | 臺北商大 |
| 109    | 周冠宇 | 國北教大 | 張芷瑄 | 北市大學 |
| 110    | 周冠宇 | 國北教大 | 陳潔   | 北市大學 |
| 111    | 周冠宇 | 國北教大 | 邱雅慧 | 臺灣師大 |
| 112    | 洪榮發 | 臺灣師大 | 張禕豈 | 臺灣師大 |

### 最佳中間攔網球員
| 學年度 | 男子組                                | 女子組                                  |
| 學年度 | 入圍者                                | 入圍者                                  |
| ------ | ------------------------------------- | --------------------------------------- |
| 99     | 温笙銘（臺灣師大）                    | 陳怡如（臺灣師大）                      |
| 100    | 戴家瑞（臺灣師大）                    | 李怡萍（高雄師大）                      |
| 101    | 卓奕成（臺灣體大）                    | 陳曦（成功大學）                        |
| 102    | 張良皓（中原大學）                    | 王艾仕（臺灣師大）                      |
| 103    |                                       |                                         |
| 104    | 林輅惟（臺灣體大） 張昇倫（國北教大） | 王艾仕（臺灣師大） 吳秀玲（北市大天母） |
| 105    | 張昇倫（國北教大） 劉委侃（中原大學） | 吳秀玲（北市大天母） 曾琬羚（正修科大） |
| 106    | 劉欣叡（中原大學） 陳昱翰（臺灣師大） | 黃芯瑜（正修科大） 王艾仕（臺灣師大）   |
| 107    | 陳政錡（中原大學） 柯宗甫（彰化師大） | 邱雅慧（臺灣師大） 蔡沁瑤（國北教大）   |
| 108    | 伍政廷（臺灣師大） 鄭文貴（國北教大） | 邱雅慧（臺灣師大） 蔡沁瑤（國北教大）   |
| 109    | 柯宗甫（彰化師大） 曾祥銘（臺灣師大） | 劉美菁（臺灣師大） 余禾語（北市大學）   |
| 110    | 陳冠中（中原大學） 許睿恩（臺灣師大） | 葉于雯（臺灣師大） 蔡沁瑤（北市大學）   |
| 111    | 甘茂宏（中原大學） 林暘程（國北教大） | 葉于雯（臺灣師大） 蔡沁瑤（北市大學）   |
| 112    | 陳政錡（中原大學） 甘茂宏（中原大學） | 廖嘉安（高雄師大） 甘可慧（北市大學）   |

### 最佳自由球員
| 學年度 | 男子組 | 男子組   | 女子組 | 女子組   |
| 學年度 | 姓名   | 學校     | 姓名   | 學校     |
| ------ | ------ | -------- | ------ | -------- |
| 100    | 簡偉倫 | 臺灣師大 | 簡佳慧 | 臺灣師大 |
| 101    | 簡偉倫 | 臺灣師大 | 簡佳慧 | 臺灣師大 |
| 102    | 謝潭佑 | 國北教大 | 李怡萱 | 臺灣師大 |
| 103    |        |          |        |          |
| 104    | 謝潭佑 | 國北教大 | 陳怡杏 | 中山大學 |
| 105    | 張昀亮 | 國北教大 | 陳怡杏 | 中山大學 |
| 106    | 張昀亮 | 國北教大 | 楊孟樺 | 正修科大 |
| 107    | 張昀亮 | 國北教大 | 賴湘程 | 臺灣師大 |
| 108    | 鄭玉森 | 中原大學 | 王雅葶 | 臺北商大 |
| 109    | 張昀亮 | 國北教大 | 林其蓉 | 臺灣師大 |
| 110    | 蘇逢澤 | 臺灣師大 | 林其蓉 | 臺灣師大 |
| 111    | 蘇逢澤 | 臺灣師大 | 林其蓉 | 臺灣師大 |
| 112    | 陳佑誠 | 國北教大 | 林其蓉 | 臺灣師大 |

### 最佳人氣球員
| 學年度 | 男子組 | 男子組   | 女子組 | 女子組   |
| 學年度 | 姓名   | 學校     | 姓名   | 學校     |
| ------ | ------ | -------- | ------ | -------- |
| 108    | 劉佳昌 | 臺灣師大 | 卓恩安 | 中正大學 |